# Los de Abajo

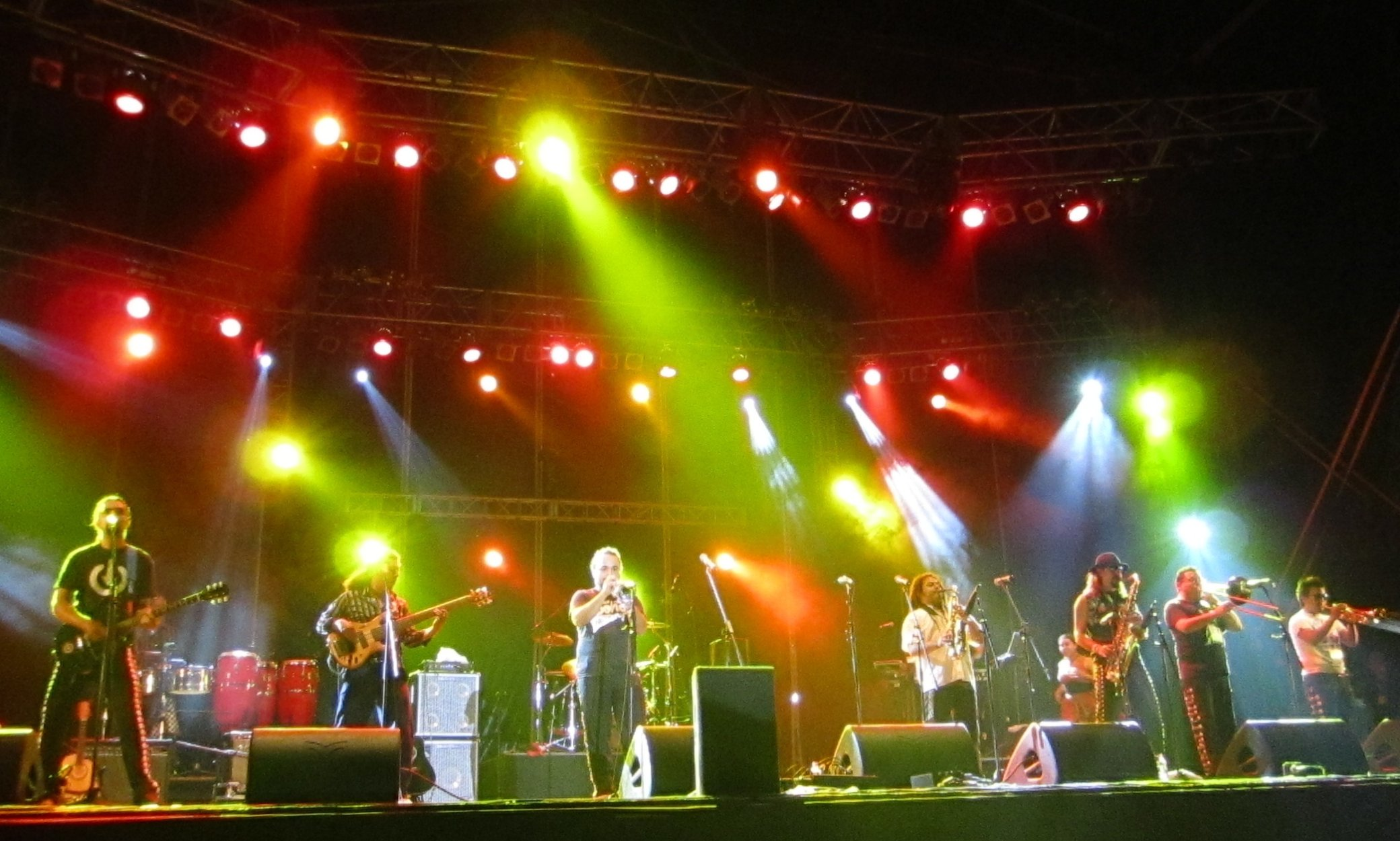
Los de Abajo am Sziget Festival 2010

Los de Abajo ist eine Band aus Mexiko-Stadt. Sie bezeichnen sich selbst als „die erste Punk-Salsa-Band“.

## Geschichte
Die Latin-Ska-Band Los de Abajo wurde 1992 von dem Pianisten Carlo Cuevas, dem Gitarristen Vladimir Garnica, dem Sänger Líber Terán und dem Schlagzeuger und Produzenten Yocupitzio Arrellano gegründet. Seitdem haben sie sich auf einen Kern von acht Mitgliedern vergrößert und ihren Stil unter musikalischen Einflüssen aus Rock, Salsa, Reggae, Ska, Cumbia, Son Jarocho und Banda erweitert. Der Name „Los de Abajo“ bezieht sich auf den gleichnamigen Roman von Mariano Azuela (dt. Die Rechtlosen, wörtlich: "Die von unten").
Ihre ersten beiden Alben, "Los de Abajo" (1998) und "Cybertropic Chilango Poder" (2002), erschienen bei Luaka Bop, dem Plattenlabel von David Byrne. Letzteres wurde 2003 mit den BBC Award for World Music in der Kategorie „Americas“ ausgezeichnet.
Los de Abajo verstehen sich als politische Band und unterstützen die Guerillaorganisation Ejército Zapatista de Liberación Nacional (EZLN).

## Diskografie
- Los de Abajo (1998)
- Cyber Tropic Chilango Power (2002)
- Latin Ska Force (2003)
- Complete & Alive in L.A. (2004)
- Los de Abajo vs. The Lunatics (2005)
- No Borrarán (2006)
- Actitud Calle (2009)
- Mariachi Beat (2014)

## Auszeichnungen
- 2003: BBC Award for World Music in der Kategorie „Americas“